# The House of Blue Lights
The House of Blue Lights è l'ultimo album di Eddie Costa, pubblicato dalla Dot Records nel 1959.

## Tracce
Lato A
1. The House of Blue Lights – 10:01 (Gigi Gryce)
2. My Funny Valentine – 6:58 (Lorenz Hart, Richard Rodgers)
3. Diane – 4:28 (Erno Rapee, Lew Pollack)

Durata totale: 21:27
Lato B
1. Diane – 4:07 (Eddie Costa)
2. When I Fall in Love – 5:00 (Edward Heyman, Victor Young)
3. What's to Ya – 9:26 (Eddie Costa)

Durata totale: 18:33

## Musicisti
- Eddie Costa - pianoforte
- Wendell Marshall - contrabbasso
- Paul Motian - batteria